# CD68
 (juillet 2022).
Si vous disposez d'ouvrages ou d'articles de référence ou si vous connaissez des sites web de qualité traitant du thème abordé ici, merci de compléter l'article en donnant les références utiles à sa vérifiabilité et en les liant à la section « Notes et références ».

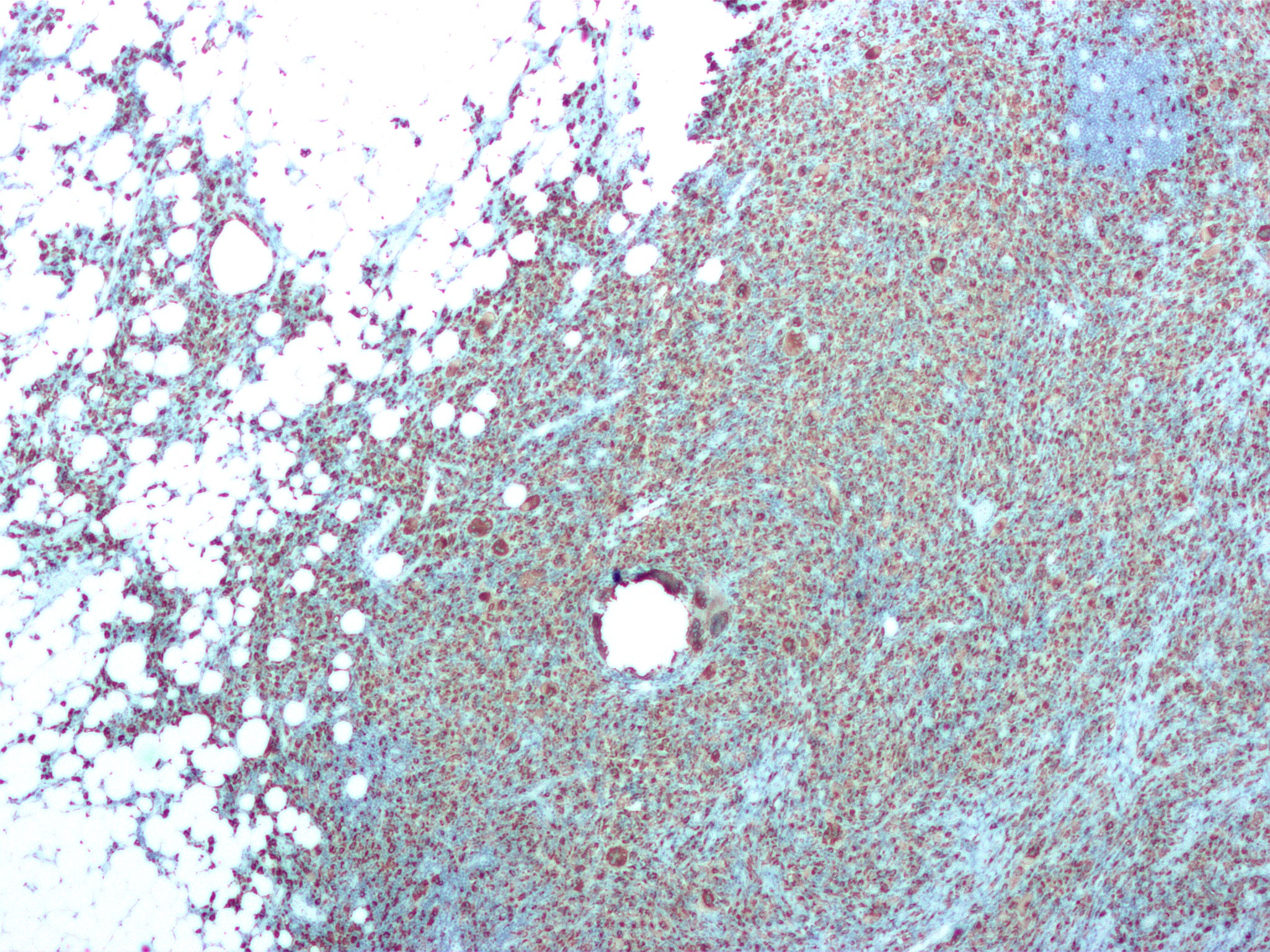
Immunomarquage CD68 démontrant des macrophages et des cellules géantes dans un cas de pyélonéphrite xanthogranulomateus.

Le CD68 est une protéine membranaire lysosomale jouant un rôle dans l'endocytose et/ou le trafic lysosomal. C'est le seul membre de la classe D des récepteurs éboueurs. Il est fortement exprimé dans les granules cytoplasmiques et faiblement exprimés à la surface des macrophages, monocytes, granulocytes, basophiles, mastocytes et lymphocytes NK.
La molécule de CD68 est très hétérogène sur le plan antigénique et donc les divers anticorps dirigés contre le CD68 présentent des réactivités cellulaires différentes.
L'anticorps anti CD68 est utile dans l'identification des leucémies aiguës myélomonocytaires (type M4) et monocytaires (type M5) ainsi que dans les tumeurs fibro-histiocytaires et les histiocytoses. Cet anticorps marque aussi 10% des mélanomes et doit donc être intégré dans un panel associant d'autres marqueurs histiocytaires, épithéliaux et associés aux mélanomes.